# Anime salve
Albums de Fabrizio De André
Le nuvole
(1990) Anime salve
(1996)
Anime salve (en français : Les Âmes sauvées) est le quinzième et dernier album du chanteur italien Fabrizio De André paru le 19 septembre 1996 chez la maison de disques Ricordi. Il a entièrement été écrit en collaboration avec Ivano Fossati.

## Titres de l'album
Les textes et les musiques sont de Fabrizio De André et Ivano Fossati :
| No | Titre                                | Durée |
| -- | ------------------------------------ | ----- |
| 1. | Princesa                             | 4:52  |
| 2. | Khorakhanè (a forza di essere vento) | 5:32  |
| 3. | Anime salve                          | 5:52  |
| 4. | Dolcenera                            | 4:59  |
| 5. | Le acciughe fanno il pallone         | 4:47  |
| 6. | Disamistade                          | 5:13  |
| 7. | Â cúmba                              | 4:03  |
| 8. | Ho visto Nina volare                 | 3:58  |
| 9. | Smisurata preghiera                  | 7:08  |